# إميل بتروف (لاعب كرة قدم)
إميل بتروف (بالبلغارية: Емил Петров)‏ (22 يوليو 1983 في بلغاريا - ) هو لاعب كرة قدم بلغاري في مركز حراسة المرمى. شارك مع منتخب بلغاريا تحت 21 سنة لكرة القدم. أما مع النوادي، فقد لعب مع سلافيا صوفيا ونادي سبارتاك بليفين وسبتمفري صوفيا وFC Rilski Sportist Samokov ‏ وFC Pirin Razlog ‏.

## وصلات خارجية
- إميل بتروف (لاعب كرة قدم) على موقع قاعدة بيانات كرة القدم.إي يو (الإنجليزية)
- إميل بتروف (لاعب كرة قدم) على موقع Soccerway.com (الإنجليزية)